# 外為オンライン
株式会社外為オンライン（がいためオンライン）は、外国為替証拠金取引（FX取引）専門の金融先物取引業者。

## 特徴
取引はインターネット経由で行い、使用する端末は、主にパソコン、携帯電話、スマートフォン、タブレット端末が挙げられる。また、HTMLで出来た取引システムは、ブラウザで使用できるため、PC、スマートフォンともにアプリケーションをインストールしなくても使えるなどのメリットがある。
2011年の法施行により、レバレッジは個人口座の場合、最大で25倍までとなる。一方、法人口座の場合は、通貨ペアごとに変わる。
現在、外為オンラインのFX取引では、26通貨ペアの取引ができる。また、FX取引が未経験の初心者の為に、「デモ口座」も用意している。
顧客から預託された資金は金融商品取引法の規定に基づき、三井住友銀行及びみずほ信託銀行へ信託保全契約を締結し、同社の財産とは区別して管理されている。
投資家向けの情報として、公式サイト、及び取引システム等にコンテンツを提供しており、すべて無料で閲覧できるが、同社の会員に限定されているものもある。その他、東京丸の内で定期的にFXセミナーを開催している。

## 沿革
- 2003年（平成15年）4月28日 - 株式会社新日本通商として設立[2]。
- 2005年（平成17年）5月 - 千葉県千葉市中央区に本社設立。
- 2006年（平成18年）
  - 3月 - 金融先物取引業申請登録完了[注釈 1]。
  - 4月 - 金融先物取引業協会へ加盟[注釈 2]。オンライン取引「外為オンライン」サービス開始。
- 2007年（平成19年）
  - 7月 - 東京都中央区日本橋小伝馬町に本社移転。
  - 9月 - 金融商品取引業登録[注釈 3]。
- 2008年（平成20年）
  - 3月 - 株式会社外為オンラインへ商号変更[2]。
  - 4月 - 東京都千代田区丸の内に本社移転。
  - 8月 - 三井住友銀行との間に信託保全契約を締結。
- 2011年（平成23年）3月 - みずほ信託銀行との間に信託保全契約を締結。
- 2014年（平成26年）12月 - 資本金を3億円に増資。
- 2015年（平成27年）
  - 7月 - 第二種金融商品取引業登録完了。
  - 8月 - 取引所為替証拠金取引（くりっく365）に係る為替証拠金取引資格の取得。
- 2020年（令和2年）9月 - 株式会社ライブスター証券（現・SBIネオトレード証券）のFX事業を承継。